# Kidričevo
Kidričevo je mestno naselje in sedež istoimenske občine v zahodnem delu Dravskega polja, ob železniški progi in blizu ceste Pragersko–Ptuj.
Kidričevo sodi med mlajše kraje, je urbano, sodobno naselje, ki ni brez duše. Nastalo je kot novozgrajeno industrijsko naselje, ki je raslo s stanovanjskimi bloki med borovimi gozdovi sredi Dravskega polja, nedaleč stran od tovarne glinice in aluminija, ter prevzelo vodilno vlogo v širšem prostoru in se razvilo v samostojno krajevno in občinsko središče. Mesto se je razvilo zaradi industrije na tem območju in je primer urbanističnega načrtovanja v poznih 1940-ih, 1950-ih in 1960-ih. Pri Kidričevem gre za poseben fenomen novodobnega kraja, ki je umeščen v zgodovinsko bogato kulturno krajino starih župnijskih središč Svetega Lovrenca, Svete Kungote, Cirkovc in občinskega središča Slovenja vas, ter v trikotniku dvorec Ravno polje, grad Turnišče in Ptujsko Goro.
Kidričevo je del destinacije Visit Ravno polje, ki ponuja različne možnosti za rekreacijo, kulturo in naravne znamenitosti.

## Etimologija
Kidričevo se je vse do leta 1953, ko so ga preimenovali po partizanskem revolucionarju, glavnem načrtovalcu genocida nad nemško manjšino ter gospodarstveniku Borisu Kidriču, imenovalo Strnišče pri Ptuju. V času Avstro-Ogrske je bilo znano kot Sternthal, med nemško okupacijo pa kot Sterntal ali Šterntal.
Po Lovrenški župnijski kroniki nemško ime Sternthal ali Šterntal izvira iz podomačenega imena graščinskih hlevov z ovcami (nem. Stärstall, »ovčji hlev«). Slovensko inačico krajevnega imena Strnišče domačini pripisujejo dejstvu, da je med prvo svetovno vojno avstro-ogrska vojska blizu graščine zgradila bolnišnice in taborišče z barakami, za katere so izsekali del tukajšnjih gozdov – nastalo je strnišče. Ime Sterntal se je uporabljalo že med prvo svetovno vojno za celotno barakarsko naselje taborišča vojnih ujetnikov in vojaških bolnišnic, ki se je nahajalo v katastrskih občinah Apače, Gerečja vas in Lovrenc na Dravskem polju.
Leta 1974 so iz naselij Kidričevo in Župečja Vas izločili del ozemlja, s čimer je nastalo današnje naselje Strnišče.
Matej Slekovec kot zgodovinar samouk je zbral obsežno zgodovinsko dokumentacijo in napisal pomembne zgodovinske razprave o slovenski Štajerski. Izdal je knjižico "Župnija sv. Lovrenca na Dravskem polju. Krajepisno - zgodovinske črtice" (1885).

## Zgodovina[5]
Zaselek Strnišče je bil nekoč del turniške gospoščine, ki jo jo leta 1749 močno zadolženo kupil grof Anton Gaisruck, za poplačilo upnikov pa je moral leta 1757 prodati urad Zlatoličje, ki ga je kupila grofica Kajetana Sauer. Gaisruck je že 1. novembra 1768 Turnišče prodal opatu cistercijanskega samostana Neuberg pri Brucku ob Muri. Ob jožefinski reformi leta 1787 je bil samostan v Neubergu razpuščen in njegove posesti so prešle v last države. Šele leta 1826 je bila posest prodana saškemu grofu Adolfu von Schönfeldu, ki je dal v Strnišče razširiti ovčerejo.

### Dvorec Strnišče[6]
Leta 1870 je dal grof Schöndorf, lastnik tudi propadajočega dvorca Schneeweiss v Apačah, tukaj zgraditi dvorec, ob njem pa so čez nekaj let zgradili še tri gospodarska poslopja. Sterntal-sko posestvo z dvorcem je leta 1896 kupil Franc. pl. Hellin s Ptuja, leta 1912 je bila v Strnišču zgrajena železniška postaja. Med prvo svetovno vojno je bila v dvorcu sedež uprave tukajšnjih cesarsko-kraljevih bolnišnic, zgrajenih leta 1915, skupaj s taboriščem za vojne ujetnike. Posest v izmeri 104 ha, dvorec in pomožna poslopja je uprava vzela v najem od strniškega lastnika Hellina. Po koncu vojne je vojaška uprava Strnišče zapustila, Hellin pa je posest z dvorcem leta 1919 prodal ptujskemu trgovcu Francu Čučku in njegovi ženi Antoniji. 
Taborišča vojnih ujetnikov Avstro-Ogrske med prvo svetovno vojno 1915-1918
Avstro-ogrski vojski so narekovale med prvo svetovno vojno vojaške potrebe, da je zgradila leta 1915 v Strnišču več vojaških rezervnih bolnišnic taborišče za vojne ujetnike.
Taborišče na Kidričevem (Taborišče Šterntal; nemško: Lager Sterntal) je na začetku bilo taborišče za vojne ujetnike iz prve svetovne vojne, ki je kasneje služilo kot begunsko taborišče za ljudi, ki so bili razseljeni zaradi soških bitk.
Z vstopom Italije v vojno so se razmere zelo spremenile. Na bojiščih so nudili prvo pomoč ranjencem frontni lazareti in bližnje vojaške bolnišnice. Velik naval ranjencev in bolnih vojakov na vojaške bolnišnice je vojaške oblasti prisilil, da so zgrajeno taborišče spremenili v rezervne bolnišnice z imeni matičnih bolnišnic, od koder so prihajale.
Kakor nam dokazujejo zgodovinski viri, so pričeli graditi taborišče v Strnišču marca 1915 in z gradnjami zaključili že jeseni 1915, le nekaj manjših gradenj so opravili še pozneje. V šestih ograjenih taboriščih z lesenimi barakami in z nekaterimi delavnimi barakami izven ograjenih taborišč je bilo prostora za okrog 14.100 postelj, kar nam prikazuje ohranjeni načrt taborišč iz leta 1915. Ptuja je leta 1910 štel le okrog 4000 prebivalcev.
Da so se vojaške oblasti odločile prav v Strnišču zgraditi veliko vojaško bolniško naselje, so bili odločilni trije dejavniki: bližina železnice, zemlje- pisna lega in kakovost tal.
Begunsko taborišče primorskih Slovencev 1918-1922 
Od 1918–1922 se je dalo Strniško taborišče v uporabo za primorske begunce Kraljevine Srbov, Hrvatov in Slovencev. Najvišje število primorskih beguncev, ki so živeli v Strnišču od preobrata do ukinitve, je bilo 6400. Na dan ukinitve je bivalo v Strnišču 1541 oseb, od teh je bilo 186 domačinov, 32 železničarjev, 819 Rusov, 503 primorskih beguncev in en begunec italijanske narodnosti.
Ruski begunci so prispeli s Krimskim in Donskim kadetskim korpusom v Strnišče 23.12.1920 in bivali do 1922
- 23. 12. 1920 prispe Krimski kadetski Korpus z 650 kadeti.
- Krimski kadetski korpus v skrajnem pomanjkanju zapusti 20. oktobra 1922 in odpotuje v Belo Crkvo.
- 23. 12. 1920: prispe 2. donski kadetski korpus z 185 kadeti in 50 otroki.
- Donski kadetski korpus 20. oktobra 1922 zapusti Strnišče.
- V začetku leta 1921 je v Strnišču že nad 1.500 pripadnikov ruskih korpusov.

Čučkova industrializacija Strnišča 1922-1930
Vojaška taborišča v Strnišču iz prve svetovne vojne so še po njej predstavljala s svojim premičnim in nepremičnim premoženjem veliko vrednost. Barake z opremo, skladišča z raznim blagom, parna elektrarna, vodovod, ozkotirna železnica, pekarna, pralnice in še vse drugo, je nudilo priložnost za izkoriščanje taborišč v gospodarske namene.
Za nakup objektov in materiala se je ogrel podjetnik Franc Čuček s Ptuja, proizvajalec šampanjca. Leta 1919 se je o nakupu Hellinove strniške graščine s posestjo nameščenih barak pogajal z gospodarsko komisijo pri Deželni vladi za Slovenijo, ki je taborišče tedaj prevzela. Pri nakupu se je Franc Čuček obvezal, da ne bo mešetaril, temveč bo poiskal družabnike, ki bodo svoj kapital vložili v gradnjo velike tovarne in več manjših obratov. V pismu komisiji 30. marca 1921 je Čuček predstavil načrt industrializacije Strnišča in pri tem navedel svoje pogovore z gospodarstveniki iz Slovenije, Hrvaške in Srbije o prevzemu taboriščnega dela Mlada Boleslava južno od železniške proge. Tam bi zgradili veliko tovarno železniških voz in premakljivih stavb. Tovarno naj bi opremila saška tovarna (Christoph in comp. Unmack iz Görlitza pri Dresdnu), ki bi vložila 25 % svojega kapitala, preostali 75 % delež pa jugoslovanska podjetja. Vse je propadlo, Čuček je bankrotiral in celotno taborišče so razgradili in prodali.

### Taborišče 1941-1945
Leta 1941 so po priključitvi nemške oblasti (nemško: CdZ-Gebiet Untersteiermark) na tem mestu ustanovile taborišče za vojne ujetnike, da bi zagotovile delovno silo za izgradnjo talilnice aluminija (tovarna je bila dokončana šele v letih 1947–1954 s prisilnim delom političnih zapornikov iz povojnih taborišč. V začetku leta 1942 je bilo v taborišču 1076 delavcev, 185 internirancev in 89 vojnih ujetnikov. Leta 1944 so bili v taborišču prisiljeni delati tudi družinski člani dezerterjev.
Naselja današnje občine Kidričevo so bila med okupacijo vključena v iste občine kot pred vojno. Po okupatorjevem štetju prebivalstva z dne 29. novembra 1942 je na ozemlju današnje občine Kidričevo živelo 6064 prebivalcev. Ker iz okupatorjevih statistik niso podani podatki za posamezne kraje, navajam podatke za celo občino.
Takoj po prihodu so nemške okupacijske oblasti najprej poskrbele za ponemčenje naših krajev. Pri tem so se naslonile na krajevni imenik, ki gaje pripravil Inštitut za jugovzhodno nemštvo v Gradcu že leta 1940. Nacisti so ga uporabljali vse do jeseni 1943, ko so nekatere kraje ponovno preimenovali. Med okupacijo so kraje občine Kidričevo preimenovali takole: Cirkovce - Zirkovetz - leta 1943 Stauden, Dragonja vas - Drasensdorf, Mihovci - Micheldorf, Pongerci - Pongerzen leta 1943 Baumgarten am Draufclde, Spodnjo Jablano - Untorjabling, Starošinci - Staroschinzen leta 1943 Altmannsdorf, Stražgonjca - Strassgoinzen lota 1943 Strassgang am Draufelde, Šikole - Schikola leta 1943 Hofstatt, Zgornje Jablane - Oberjabling, Apače - Amtmannsdorf, Sv. Lovrenc na Dravskem polju - St. Lorenz am Draufelde leta 1943 Lorenz am Draufelde, Župečja vas - Saukendorf, Pleterje - Langenacker, Kungota - St. Kunigund, Ravno polje - Ebensfeld in Njiverce - Niverzen leta 1943 Kniobotsdorf.
Ob okupaciji 1941 je imelo v dvorcu svoj sedež nemško vojaško poveljstvo.
Koncentracijsko taborišče Strnišče 
Po osvoboditvi, takoj po drugi svetovni vojni, maja 1945,je taborišče Šterntal, prevzela OZNA, pod vodstvom Aleksandra Rankovića in ga napolnila s pripadniki nemške in madžarske narodne manjšine, ujetimi pripadniki slovenskega domobranstva, razrednimi sovražniki in pripadniki vojaških enot iz drugih jugoslovanskih pokrajin, ki so se borili proti partizanom. Taborišče je bilo osrednje zbirališče za izgon etničnih Nemcev iz Slovenije (Ostsiedlung), predvsem iz Spodnje Štajerske in Kočevskega po drugi svetovni vojni. V taborišče so pošiljali tudi prekmurske Madžare.
Ravnanje z interniranci v teh taboriščih je bilo enako okrutno kot v nacističnih koncentracijskih taboriščih. V nekaterih komunističnih taboriščih, na primer v Teharjih, Strnišču in v Škofovih zavodih v Št. Vidu nad Ljubljano je bila velika večina internirancev pobita brez kakršnega koli sojenja. Zaradi prenatrpanosti in slabe higiene v taborišču je veliko jetnikov umrlo zaradi amebiaze in tifusne mrzlice. Jetnike so tudi fizično in psihično mučili, mnoge postrelili. Mučenja so vključevala prisiljevanje zapornikov, da so ležali na tleh, medtem ko so jih ujetniki vozili z motorji. Med smrtnimi žrtvami je bilo veliko starejših in majhnih otrok; nekateri podatki navajajo, da noben otrok, mlajši od dveh let, ni preživel. V taborišču, ki je bilo zasnovano za namestitev 2000 ljudi, je bilo med 8000 in 12.000 zapornikov. V taborišču je umrlo do 5000 ljudi. Koncentracijsko taborišče Šterntal je bilo oktobra 1945 zaprto s prizadevanji Rdečega križa, večina preživelih pa je bila poslana v Avstrijo.

### Množična grobišča
V Kidričevem sta dve množični grobišči, povezani s taboriščem Šterntal. Množično grobišče Šterntal 1 je bilo odkrito v osemdesetih letih prejšnjega stoletja med izkopavanji v tovarni Talum. Posmrtne ostanke so odstranili na nedokumentiran način. Grobišče se nahaja na travniku za tovarno. Množično grobnišče Šterntal 2 se nahaja v borovem gozdičku nasproti vhoda v nekdanje taborišče, približno 50 metrov od ceste.

## Gospodarstvo
Kidričevo je pomembno zaposlitveno središče v regiji. Tovarna aluminija Talum zagotavlja večino delovnih mest. Proizvodnja glinice je ustavljena, prav tako pa v kraju več ne obratuje nekdanje čevljarsko podjetje Čevljarstvo Kidričevo.
Tovarna glinice in aluminija - TGA -Talum
Leta 1942 je nemška družba Vereinigte Aluminium Werke začela v Strnišču graditi tovarno glinice. Ravninsko območje Dravskega polja, kjer so bile med prvo svetovno vojno bolnišnice in taborišča, je bile zelo primerno za gradnjo večjega industrijskega kompleksa, saj je bilo delno že komunalno opremljeno, v bližini je bila železniška proga, nerodovitna zemlja pa ni obetala omembe vrednega pridelka. Do leta 1945 je bilo zaključenih okrog 70 % gradbenih del. Večino že dobavljene opreme in vso dokumentacijo so ob koncu vojne odpeljali v Nemčijo.
20. januarja 1947 je zvezno ministrstvo za gospodarstvo ustanovilo Tovarno glinice in aluminija - TGA Strnišče in ji podelilo status državnega podjetja zveznega pomena.
Občina Kidričevo v sedanjem obsegu je med 2. svetovno vojno imela 118 žrtev na vseh straneh. Knjiga padlih občanov občine Kidričevo, ki so bili žrtve 2. svetovne vojne 1941–1946.